# Alice (canción de Lady Gaga)
«Alice» es una canción interpretada por la cantautora estadounidense Lady Gaga, incluida en su sexto álbum de estudio, Chromatica (2020). Fue escrita por ella con apoyo de Justin Tranter, BloodPop, Axwell y Johannes Klahr, y producida por estos tres últimos.
La canción tuvo una respuesta crítica positiva, con varios expertos elogiando su estribillo y la voz de Gaga, además de destacarla como uno de los mejores momentos dentro del álbum. Una remezcla de «Alice» realizada por LSDXOXO fue incluida en Dawn of Chromatica (2021). La canción figuró como parte del repertorio de su gira The Chromatica Ball.

## Antecedentes y composición
De acuerdo con Gaga, «Alice» fue concebida en enero de 2019 y fue una de las primeras cinco canciones de Chromatica (2020) en completarse. La letra original fue escrita por Gaga, BloodPop y Justin Tranter. Una vez que se decidió que el álbum fuese de género EDM, Gaga se contactó con varios productores, entre estos Axwell y Johannes Klahr, a quienes pidió que retocaran «Alice» para adaptarla a un ritmo más house. Según Gaga, la canción habla sobre su salud mental haciendo referencia al personaje de Alicia del libro Las aventuras de Alicia en el país de las maravillas (1865), quien busca el País de las maravillas, como una metáfora sobre no rendirse y buscar la felicidad. «Alice» es la primera canción en cuestión de Chromatica y la segunda pista, siendo precedida por el interludio «Chromatica I», un arreglo orquestal realizado por Gaga y Morgan Kibby que da continuidad a la canción.

## Recepción

### Comentarios de la crítica
El escritor Stephen Daw de la revista Billboard posicionó a «Alice» en la sexta posición en su lista de las mejores canciones de Chromatica (2020) y escribió que recuerda a la «delirante música post-rave de los inicios del 2000». Gab Ginsberg y Lyndsey Havens, también de Billboard, señalaron a «Alice» como una de las canciones más destacadas del disco y la señalaron como la mejor elección para ser lanzada como sencillo.

### Recibimiento comercial
En el Reino Unido, «Alice» debutó en la posición veintinueve del UK Singles Chart durante la semana de lanzamiento de Chromatica (2020) y fue la tercera canción mejor posicionada del álbum en ese período, solo detrás de «Rain on Me» (puesto dos) y «Sour Candy» (puesto diecisiete). Con ello, fue la vigésima sexta canción de Gaga en ingresar al top 40 del país. En los Estados Unidos, «Alice» debutó en el puesto 84 del Billboard Hot 100 durante la semana de estreno de Chromatica y fue la única canción del álbum en debutar dentro del listado sin haber sido previamente lanzada como sencillo. Igualmente, debutó en el puesto siete del Hot Dance/Electronic Songs, siendo una de las cinco canciones del álbum en ubicarse dentro del top 10 junto a «Rain on Me» (puesto uno), «Sour Candy» (puesto tres), «Stupid Love» (puesto cuatro) y «911» (puesto diez), lo que convirtió a Gaga en la primera artista en posicionar cinco canciones dentro de los diez primeros del listado.

## Posicionamiento en listas

### Semanales
| Australia      | Australian Singles Chart   | 59  |
| Canadá         | Canadian Hot 100           | 78  |
| Escocia        | Scottish Singles Chart     | 63  |
| Eslovaquia     | Singles Digitál Top 100    | 92  |
| Estados Unidos | Billboard Hot 100          | 84  |
| Estados Unidos | Hot Dance/Electronic Songs | 7   |
| Francia        | French Singles Chart       | 112 |
| Grecia         | Digital Singles Chart      | 60  |
| Italia         | Top Singoli                | 84  |
| Nueva Zelanda  | NZ Top 40 Singles Chart    | 43  |
| Portugal       | Portuguese Singles Chart   | 67  |
| Reino Unido    | UK Singles Chart           | 29  |

### Anuales
| Estados Unidos | Hot Dance/Electronic Songs | 36 |

### Certificaciones
| País   | Organismo certificador | Certificación | Ventas certificadas | Ref.   |
| ------ | ---------------------- | ------------- | ------------------- | ------ |
| Brasil | ABPD                   | Platino       | 40 000              | [ 25 ] |